# Wojna litewsko-moskiewska (1406–1408)
Wojna litewsko-moskiewska 1406-1408 – wojna stoczona w latach 1406-1408 pomiędzy Wielkim Księstwem Litewskim oraz Wielkim Księstwem Moskiewskim. Konflikt został zakończony podpisaniem pokoju nad rzeką Ugrą.

## Geneza konfliktu
Wielkie Księstwo Litewskie, pod rządami Witolda, prowadziło ekspansywną politykę wobec północno-wschodnich ziem ruskich, co pozostawało w sprzeczności z interesami Wielkiego Księstwa Moskiewskiego. Efektem tych dążeń była m.in. przegrana przez wielkiego księcia bitwa nad Worsklą (1399) oraz utrata Smoleńska (1401). Zabezpieczywszy swoją zachodnią granicę poprzez podpisanie z Krzyżakami pokoju na wyspie Salin (1398) oraz zawarciu unii wileńsko-radomskiej (1401) Witold, przy wsparciu polskich wojsk, mógł kontynuować swoją ekspansywną politykę. W 1404 roku zdobył Smoleńsk (który pozostał pod jego kontrolą przez następne 110 lat).

## Wojna
W 1406 roku Witold wyruszył na Psków, aby zwalczyć w nim wpływy moskiewskie i podporządkować kupiecką republikę Litwie. Zięć Witolda, wielki książę moskiewski Wasyl I, zaniepokojony ekspansją wielkiego księcia Litewskiego na ziemiach ruskich, postanowił wesprzeć Republikę Pskowską. Obie armię spotkały się nad rzeką Pławą, kilkanaście kilometrów od Kozielska, lecz obydwaj władcy zawarli zawieszenie broni.
W 1407 roku wznowiono działania wojenne - wojska litewskie zajęły Odojew, zaś do Nowogrodu Wielkiego ponownie zaproszono Lingwena. Wojska moskiewskie w odpowiedzi spaliły Dmitrowiec. Obie strony spotkały się w okolicach Wiaźmy, gdzie zawarto kolejne zawieszenie broni.

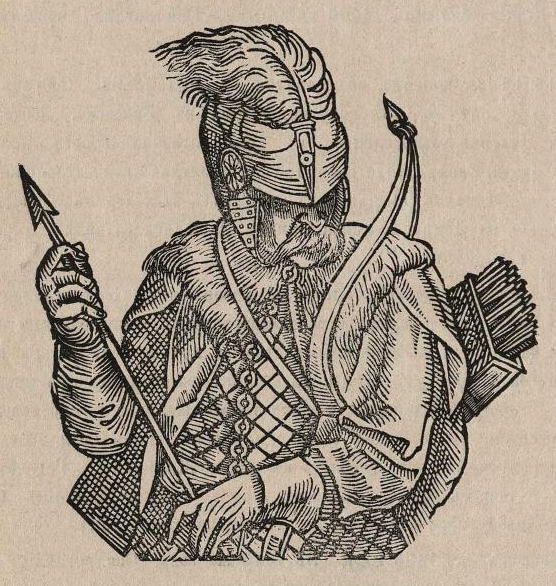
Zbuntowany i niepokorny brat Władysława Jagiełły - Świdrygiełło

W lipcu 1408 roku brat króla Polski Władysława Jagiełły - Świdrygiełło - przeszedł niespodziewanie na stronę Wasyla I, otrzymując od niego kilka znaczących grodów m.in. Włodzimierz nad Klaźmą, Perejasław Zaleski i Juriew. Zdrada Świdrygiełły doprowadziła do kolejnego litewskiego najazdu, wspieranego przez posiłki polskie i krzyżackie. Obie armię spotkały się 1 września nad dopływem rzeki Oki - Ugrą, lecz zamiast do bitwy, doszło do zawarcia pokoju pomiędzy Litwą a Moskwą.

## Skutki
Zawarty pokój ustanawiał rzekę Ugrę za granicę strefy wpływów Moskwy i Litwy. Został również potwierdzony status quo - Litwa zatrzymywała Smoleńsk, Księstwa Wierchowskie, zaś Moskwa uznała litewskie wpływy w Pskowie i Nowogrodzie Wielkim. Litwa nie podporządkowała sobie Moskwy, lecz zawarła dość stabilny pokój, który zabezpieczył wschodnią granicę Wielkiego Księstwa Litewskiego na kolejne 18 lat.

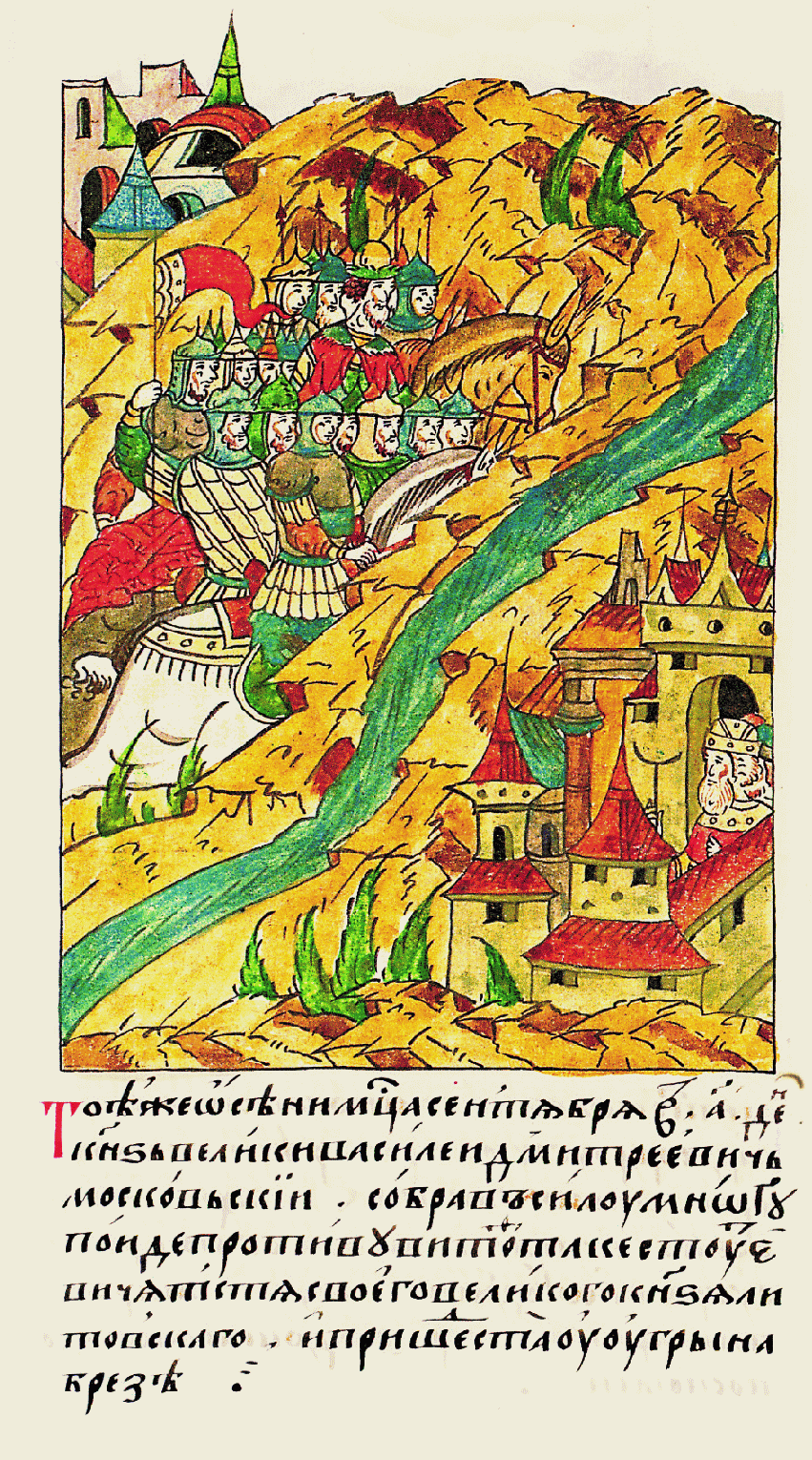
Pokój nad rzeką Ugrą (1408)

Świdrygiełło, który po raz kolejny nic nie ugrał, wobec braku wsparcia ze strony Wasyla I i chana tatarskiego Edygeja, porzucił Moskwę, spalił Sierpuchow i powrócił na Litwę, gdzie po raz kolejny uzyskał przebaczenie.